# くにたち富士見台人間環境キーステーション
くにたち富士見台人間環境キーステーション（くにたちふじみだいにんげんかんきょうキーステーション、略称KF）は、東京都国立市富士見台にあるNPO法人。2003年設立。

## 概要
国立市谷保地区にある商店会と国立市、一橋大学、地域住民が協力し合い、地域活性化やまちづくりを目的に活動する産官学民協働のプロジェクトとして2003年に設立された。
2004年に特色ある大学教育支援プログラムに選定され、2005年には、東京都産業労働局から第1回東京商店街グランプリ活性化事業部門優秀賞を受賞。
商店街の空き店舗対策としてオープンしたコミュニティカフェ「ここたの」、地元・国立産の野菜や物産を販売する「とれたの」、市民向けの貸しスペースである「KFまちかどホール」を運営している。その他、市民向けの「まちかど教室」・「まちかどゼミナール」といった生涯学習講座も企画している。2012年4月には4店舗目として、レンタルボックス・レンタルスペースを提供する「ゆーから」がオープンした。